# Suncus ater
Suncus ater är en däggdjursart som beskrevs av Medway 1965. Suncus ater ingår i släktet Suncus och familjen näbbmöss. IUCN kategoriserar arten globalt som otillräckligt studerad. Inga underarter finns listade.
Denna näbbmus är bara känd från bergstrakten kring berget Gunung Kinabalu på norra Borneo. Den enda individen som fångades vistades 1650 meter över havet. Exemplaret hittades i en bergsskog.